# Mauritz Otto Wrangel
Mauritz Otto Wrangel af Sauss, född 1 mars 1827 på Åkerby, Gräve socken, Örebro län, död 12 maj 1890 i Stockholm, var en svensk friherre, kammarherre, major och tecknare.
Han var son till hovmarskalken och ryttmästaren Christian Anton Wrangel af Sauss och grevinnan Agneta Sofia Löwenhielm och från 1860 gift med Fredrika Rehbinder samt far till Lily Christie och bror till Christian Anton Wrangel. Wrangel blev kapten och kammarherre hos drottning Lovisa och kungens adjutant 1859. Efter att hans tjänstgöring vid hovet upphörde 1871 blev han utnämnd till major 1875 men han begärde avsked från regementet 1886. Wrangel var en mycket talangfull tecknare och har efterlämnat en rad teckningar som skildrar kavaljerslivet på Säby fideikommiss i Sörmland.